# Гуго XI де Лузиньян
Гуго XI де Лузиньян (фр. Hugues XI de Lusignan, ок. 1221 — 6 апреля 1250), по прозвищу Коричневый (фр. le Brun) — граф Ангулема (под именем Гуго II) с 1246 года, сеньор де Лузиньян (под именем Гуго XI) и граф де Ла Марш (под именем Гуго VI) с 1249, граф де Пентьевр (по праву жены, под именем Гуго I) с 1237, старший сын Гуго X Коричневого, графа де Ла Марш, и графини Изабеллы Ангулемской. Приходился единоутробным братом королю Генриху III Английскому.

## Биография
Гуго был помолвлен в 1225 году с дочерью графа Тулузского Раймунда VII Жанной, но король Людовик VIII и папский легат сумели расстроить этот брачный проект. По Вандомскому договору 1227 года Гуго должен был жениться на Изабелле, сестре Людовика IX, но эта свадьба также не состоялась. В конце концов Гуго в январе 1236 года женился на Иоланде Бретонской, дочери герцога Бретани Пьера I Моклерка, старого союзника его отца. Пьер дал за дочерью в приданое графство Пентьевр.
В 1242 году принимал участие в мятеже своего отца против Людовика IX, во главе сильного гарнизона руководил обороной замка Фонтеней. При осаде этого замка был ранен брат короля Франции Альфонс де Пуатье. Когда после взятия крепости Гуго и сорок его рыцарей привели к королю, разгневанные французы хотели их всех тут же повесить, в назидание прочим мятежникам, но Людовик IX не допустил расправы, сказав:

Этот юноша не заслужил смерти за то, что подчинялся своему отцу, а эти люди — за то, что верно служили своему сеньору.— Гарро А. Людовик Святой и его королевство. СПб., 2002, с. 86
Гуго был отправлен в темницу, а позднее подписал от имени отца и при посредничестве Пьера Моклерка мир с королём.
В 1246 году, по смерти матери, Гуго получил Ангулемское графство, а в 1249 году — сеньорию Лузиньян и графство Ла Марш. 15 января 1249 года король Англии Генрих III назначил ему ренту в 400 марок серебром.
В 1249 году Гуго с отрядом из 11 рыцарей отправился в крестовый поход под командованием своего сеньора Альфонса де Пуатье. В Египет прибыл, когда крестоносцы уже стояли под Дамьеттой. Подкрепление в лице пуатевинцев и бретонцев Моклера позволило Людовику IX перейти в наступление и одержать победу под Мансурой. Гуго погиб в ходе этой кампании в битве при Фарискуре.
Тело Гуго было доставлено во Францию и было захоронено в аббатстве Ла Курон (современный департамент Шаранта). Наследовал ему старший сын Гуго XII.

## Брак и дети
Жена: с января 1236 Иоланда Бретонская (1218 — 10 октября 1272), графиня де Пентьевр, дочь герцога Бретани Пьера I Моклерка и Алисы де Туар. Дети:
- Гуго XII Коричневый (ум. 1270), сеньор де Лузиньян, граф де Ла Марш и д’Ангулем, виконт де Пороэт.
- Ги де Лузиньян (ум. 18 августа 1288/26 июня 1289), сеньор де Коньяк, д’Архияк и де Куэ с 1249, сеньор де Ла Фер-ан-Тарденуа в 1280
- Жоффруа де Лузиньян (ум. после 1264)
- Алиса де Лузиньян (ум. май 1290); 1-й муж: с 1253 (развод 18 июля 1271, брак аннулирован 16 мая 1285) Гилберт де Клер (2 сентября 1243 — 7 декабря 1295), 6-й граф Хартфорд и 3-й граф Глостер; 2-й муж: Гилберт де Линдсей
- Изабелла де Лузиньян (ум. после 1304), дама де Бельвиль; муж: Морис де Бельвиль (ум. после 1271), сеньор де Коммеркьер и де Ла Гарнаш.
- Мария де Лузиньян (ок. 1242 — после 11 июля 1266); муж: с 1249 Роберт де Феррерс (ок. 1239 — 1279), 6-й граф Дерби.
- Иоланда де Лузиньян (ум. 10 ноября 1305); муж: Пьер I, сеньор де Прео